# جاك هودسون
جاك هودسون (بالإنجليزية: Jack Hodgson)‏ (30 سبتمبر 1913 في المملكة المتحدة - 1970) هو لاعب كرة قدم بريطاني (وحمل سابقاً جنسية المملكة المتحدة لبريطانيا العظمى وأيرلندا) في مركز الدفاع. لعب مع غريمسبي تاون ونادي دونكاستر روفرز.